# Тит Анний Луск Руф
Тит А́нний Луск Руф (лат. Titus Annius Luscus Rufus; умер после 128 года до н. э.) — римский политический деятель из плебейского рода Анниев, консул 128 года до н. э. Его коллегой по этой должности был Гней Октавий. Предположительно отцом Руфа был консул 153 года до н. э. Тит Анний Луск. Учитывая требования закона Виллия, не позже 131 года до н. э. Руф должен был занимать пост претора.
В качестве консула Тит Анний занимался масштабным строительством нескольких десятков ответвлений дороги Via Popilia—Annia в населённые пункты Венецианской лагуны вдоль побережья Адриатического моря и в горах. Он расширил оборонительные сооружения, заложенные Публием Попиллием Ленатом на островах в Венецианской лагуне, в том числе судоремонтный док на острове Кастелло, который впоследствии стал основой Венецианского Арсенала.

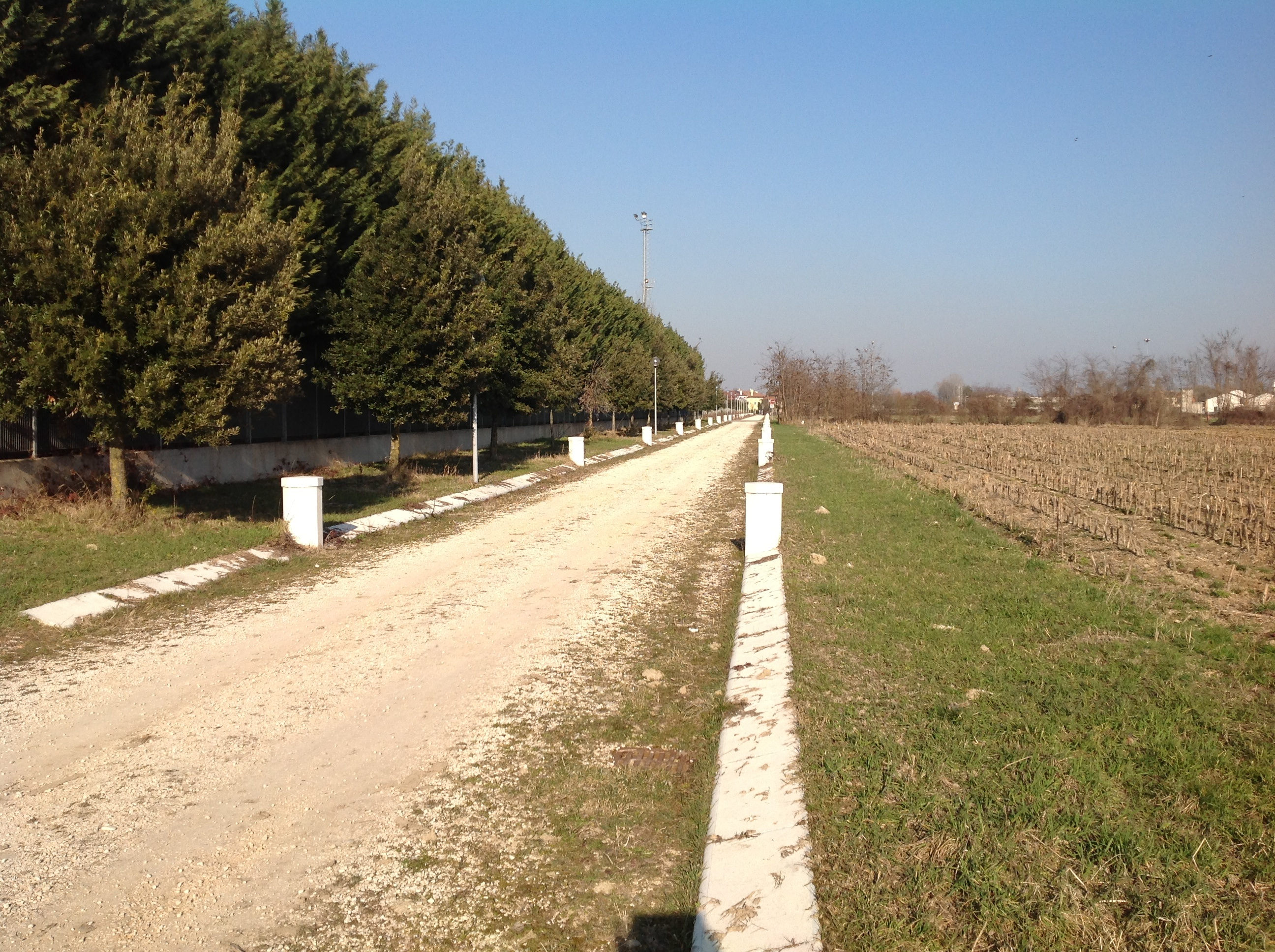
Сохранившийся участок римской дороги Via Popilia-Annia в городе Санто-Стино-ди-Ливенца

Предположительно детьми Тита Анния были Тит (дед Тита Анния Милона) и Гай, проконсул Ближней Испании в 81/80 году до н. э.